# Pluteus dietrichii
Pluteus dietrichii är en svampart som tillhör divisionen basidiesvampar, och som beskrevs av Bres.. Pluteus dietrichii ingår i släktet Pluteus, och familjen Pluteaceae. Arten är reproducerande i Sverige.